# Micro/Nano Experimental Robot Vehicle for Asteroid

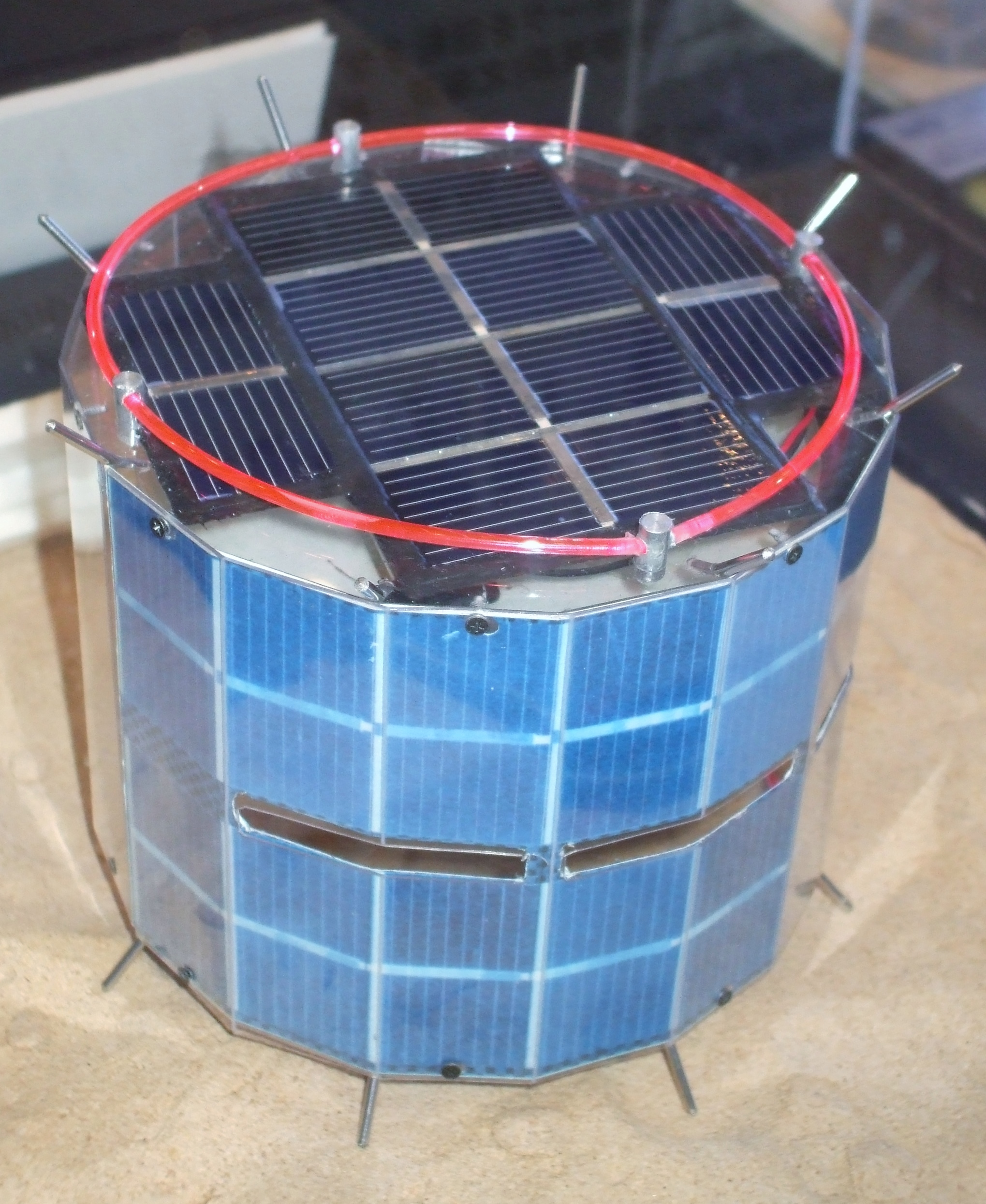
Modell von MINERVA

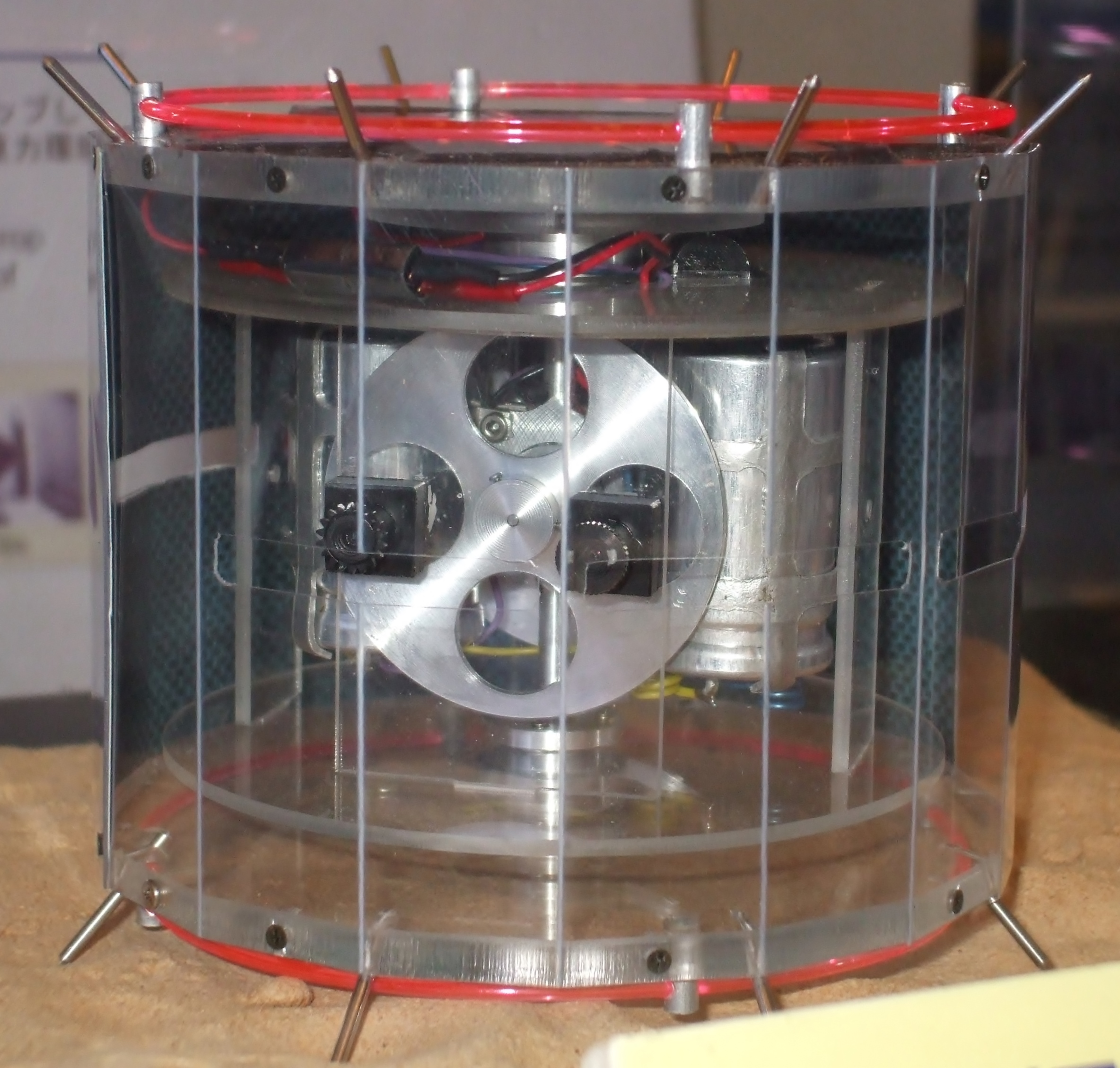
Modell von MINERVAs Innenstruktur

Micro/Nano Experimental Robot Vehicle for Asteroid (abgekürzt MINERVA) sind Rover zur Planetenerkundung der Japan Aerospace Exploration Agency (JAXA). Der erste MINERVA war Bestandteil der Mission Hayabusa zum Asteroiden (25143) Itokawa. Zwei weiterentwickelte MINERVA-II-Landungsroboter wurden im Rahmen der Mission Hayabusa 2 auf dem Asteroiden (162173) Ryugu abgesetzt.

## Hayabusa
Der kleine Landeroboter wog nur 591 Gramm. Er hatte die Form eines 16-seitigen Prismas von 12 cm Durchmesser und 10 cm Höhe. Er war mit drei Kameras sowie mit sechs Temperaturfühlern ausgestattet. Die Energieversorgung erfolgte durch an der Oberfläche angebrachte Solarzellen, welche 2 Watt lieferten. Im Unterschied zu vielen Rovern der NASA entschied sich die JAXA eine andere Form der Fortbewegung zu wählen. MINERVA sollte sich auf der Oberfläche des Asteroiden hüpfend weiterbewegen.
Sowohl die eigentliche Raumsonde Hayabusa als auch MINERVA waren für die Landung auf dem Asteroiden gedacht. Vor der Landung der Raumsonde sollte deshalb MINERVA auf dem Zielgebiet auf Itokawa abgeworfen werden, um von dort Aufnahmen und Daten zu senden, um die spätere Probenahme vorzubereiten.
Die Landung des Rovers auf dem Asteroiden missglückte am 12. November 2005, da aufgrund eines Timingfehlers die Sonde ausgesetzt wurde, während Hayabusa sich nach einer erfolgten Annäherung an die Oberfläche bereits wieder in einer Aufwärtsbewegung von dem Asteroiden weg befand. Dadurch überschritt Minerva die zum Überwinden der Schwerkraft des Asteroiden nötige Fluchtgeschwindigkeit und ging im All verloren. Dennoch war es noch möglich, Aufnahmen der Raumsonde Hayabusa zu machen und per Funk zur Erde zu senden.

## Hayabusa 2
Als Teil der Mission Hayabusa 2 wurden drei weiterentwickelte MINERVA-II-Landungsroboter zum Asteroid (162173) Ryugu transportiert und, wie die JAXA am 22. September 2018 bekanntgab, zwei davon, MINERVA-II2 1a und 1b, wurden erfolgreich auf der Oberfläche des Asteroiden abgesetzt. Sie wurden u. a. zur Vorbereitung der Landung von MASCOT fotografische Aufnahmen machen und die Temperatur messen. Nach Beendung der Erkundung verblieben sie auf dem Asteroiden. Ein vierter Rover, MINERVA-II 2, sollte im Oktober 2019 landen; bei der Separation wurde die Kontrolle über den Rover verloren und er zerschellte auf dem Asteroiden, nachdem im Anflug noch Experimente ausgeführt wurden.